# Proyecto de Tren Ligero del Este del Valle de San Fernando
El Proyecto Este del Valle de San Fernando (EVSF) es un tren ligero bajo construcción por la Autoridad de Transporte Metropolitano del Condado de Los Ángeles en el Valle de San Fernando de Los Ángeles, California. La ruta será por el bulevard Van Nuys de norte-sur. La construcción del proyecto comenzó en 2022 y tiene fecha de apertura para 2031.

## Historia
La línea San Fernando de Pacific Electric funcionó de norte a sur entre el Centro de Los Ángeles y San Fernando, parcialmente por la Avenida Van Nuys. De 1911 hasta 1952 antes de ser desmantelada y convertida en servicio de autobús. Las línea de autobús de Metro Rapid da servicio a la ruta 761 en Van Nuys Boulevard, con líneas adicionales que complementan ambas con autobús. La planificación de la línea tendrá en cuenta otros proyectos de infraestructura importantes planificados, incluido un enlace del Sepulveda Transit Corridor, la conversión de la Línea G de Autobús de tránsito rápido a tren ligero y la duplicación de las vías de Metrolink, Antelope Valley Line.
El Informe de Impacto Ambiental se completó y publicó en septiembre de 2017, y la Departamento Federal de Tránsito otorgó la autorización final en febrero de 2021 para commensar construcción. Esta estimado el costo completo en 3.635 mil millones de dolares.
Está previsto que la línea se construya en dos fases: la primera va desde la estación Van Nuys/MOL, Linea G, hasta Van Nuys/San Fernando  y el segmento restante norte se completará más adelante. La primera obra se inició en diciembre de 2022 y las operaciones comenzarán en 2031.

## Estaciones
| Estación              | Conexiones | Apertura | Barrio                     |
| --------------------- | --- | -------- | -------------------------- |
| Sylmar/San Fernando   | Antelope Valley Line, Los Angeles Metro Bus: 92, 224, 230, 234, 235, 236, 294, Rapid 761, LADOT Commuter Express: 574, LADOT DASH: Sylmar          | TBD      | Sylmar, Los Ángeles        |
| Maclay                | | TBD      | San Fernando               |
| Paxton                | | TBD      | Pacoima, Los Ángeles       |
| Van Nuys/San Fernando | | 2031     | Pacoima, Los Ángeles       |
| Laurel Canyon         | | 2031     | Pacoima, Los Ángeles       |
| Arleta                | | 2031     | Arleta, Los Ángeles        |
| Woodman               | | 2031     | Arleta, Los Ángeles        |
| Nordhoff              | | 2031     | Panorama City, Los Ángeles |
| Roscoe                | | 2031     | Panorama City, Los Ángeles |
| Van Nuys/Metrolink    | Ventura Line, Amtrak: Coast Starlight, Pacific Surfliner, Futura conexión potencial de: Sepulveda Transit Corridor.                                | 2031     | Van Nuys, Los Ángeles      |
| Sherman Way           | | 2031     | Van Nuys, Los Ángeles      |
| Vanowen               | | 2031     | Van Nuys, Los Ángeles      |
| Victory               | | 2031     | Van Nuys, Los Ángeles      |
| Van Nuys/MOL          | Línea G , Futura conexión potencial de: Sepulveda Transit Corridor, Metro Local: 154, 233, 237, Metro Rapid: 761, LADOT DASH: Van Nuys/Studio City | 2031     | Van Nuys, Los Ángeles      |